# Lammerlaw Range
Die Lammerlaw Range und die Lammermoor Range sind eine zusammenhängende Bergkette am östlichen Rand von Zentral-Otago auf der Südinsel Neuseelands.
Die Namen der Bergketten kommen wohl aus dem Schottischen und sind den Lammermuir Hills entlehnt.

## Geografie
Die beiden Bergketten liegen im Zentralland von Otago in einer nordöstlichen Ausrichtung im rechten Winkel zueinander und stellen mit ihrem großen Einzugsgebiet den Wasserspender des Taieri Rivers mit einem Teil seiner Nebenflüsse im Oberlauf dar. Von der westlichen Seite der Berghänge aus werden die Zuflüsse des Clutha River/Mata-Au versorgt. Beide Bergketten haben weitläufig sanft ansteigende Berghänge, die in den Lammermoor Range in dem 1.016 m hohen Soutra Hill gipfeln und in den Lammerlaw Range auf den 1.211 m hohen Lammerlaw Top zulaufen.

## Natur und Landschaft
Die leicht ansteigende Hügel- und Berglandschaft ist im Wesentlichen von Tussock bewachsen, welches heute in Neuseeland in 16 verschiedenen Formen aktuell vertreten ist. Vereinzelt sind noch Buchenwälder zu finden. In den feuchteren Regionen ist die Landschaft mit sumpfigen Flächen durchsetzt.
Schon im November 1984 wurde im Forest & Bird Magazin die Schutzwürdigkeit der Naturlandschaft der Lammerlaw Range und der Lammermoor Range aufgezeigt. Fast zwanzig Jahre später, am 28. März 2003 wurde schließlich der Te Papanui Conservation Park eröffnet, der nun auch Schutz für die noch über 500 einheimischen Insektengattungen, viele von ihnen endemisch, gewährleistet.
Die faszinierende Landschaft besticht durch ihre Einfachheit und reduziert auf das Wesentliche. In der Kombination der Geländeform und dem Farbenspiel von Himmel, Sonne und Erde haben bereits viele gute Fotografen die Landschaft dokumentiert und damit einen Beitrag zu derer Erhaltung geleistet.

## Nutzung
Da die beiden Bergketten einen wichtigen Beitrag zur Wasserversorgung von Otago und von Dunedin leisten, hat man Mitte der 80er in den Lammermoor Range einen Staudamm gebaut, um mit dem damit geschaffenen Loganburn Reservoir die Wasserversorgung der Region über das Jahr hin zu stabilisieren und zu einem weiteren Zweck, die Stromerzeugung in dem Wasserkraftwerk bei Paerau, flussabwärts am Taieri River, sicherzustellen.

## Umweltprobleme
Da Windfarmen in bewohnten Gegenden nicht besonders populär sind, hat die neuseeländische Regierung zur Sicherung der Energieerzeugung den Weg für Planungen frei gemacht, in den abgelegenen Gebieten der Lammerlaw Range und der Lammermoore Range, Windfarmen zu bauen.
2008 waren zwei Vorhaben in der Planung. Der Energieversorger Trustpower plante die Mahinerangi Windfarm auf einem 600 m hohen Plateau östlich des Te Papanui Conservation Park und der Energieerzeuger Meridian Energy plante einen riesigen 92 km² großen Windpark, die Hayes Windfarm, mit 176 Windräder die je eine Höhe von 160 m haben, im nordwestlichen Bereich der Lammermoor Range. Die gigantischen Projekte sollten jeweils ein Volumen von 1,5 Mrd. $NZ bzw. 400 Mill. $NZ haben und zusammen mit einer Leistung von 830 MW Energie produzieren können.
Die Mahinerangi Windfarm ging im Februar 2011 in Betrieb. Die Firma Meridian Energy benötigte sechs Jahre ihr Projekt mit der Hayes Windfarm gegen Anwohner und Umweltschützer vor Gericht durchzusetzen. Im Februar 2012 bekamen sie dann das Recht für den Bau der Farm.